# Keiichi Misawa
Keiichi Misawa (三澤 慶一 Misawa Keiichi?), född 11 juni 1988 i Nagano prefektur, är en japansk före detta fotbollsspelare.
Misawa började sin karriär 2007 i Vissel Kobe. 2009 flyttade han till Thespa Kusatsu. Han avslutade karriären 2009.